# 루이지 마이프레디
루이지 마이프레디(이탈리아어: Luigi Maifredi, 1947년 4월 20일, 롬바르디아 주 로그라토 ~)는 지지 마이프레디(Gigi Maifredi)로도 알려진 이탈리아의 축구 감독으로, 현재 브레시아에서 기술 협력자로 활동하고 있다.

## 경력
브레시아 도 로그라토 출신인 마이프레디는 고향 연고 구단의 유소년부에서 축구를 시작해 이후 로베레토와 포르토그루아로에서 짧게 현역 시절을 보냈다.
마이프레디는 1976년에 아마추어 구단 레알 브레시아를 지도하면서 감독으로 입문했다. 그는 이후 크로토네의 수석 코치를 맡다가 1986-87 시즌에 세리에 C2, B조 우승을 거둔 오스피탈레토를 비롯해 하부 리그의 루메차네와 오르체아나의 감독을 맡았다.
1987년, 세리에 B의 볼로냐 회장 루이지 코리오니는 그를 신임 감독으로 임명했다. 그는 볼로냐에서 3년을 보내며 공격 지향적인 축구를 선보여 큰 성공을 거두었다. 볼로냐에 합류한 마이프레디는 1년차에 세리에 B를 우승하여 다시 세리에 A로 올려놓았고, 2년차에는 소속 구단의 강등을 막았고, 1990년에는 UEFA컵 진출권을 손에 넣었다.
그러나, 마이프레디가 가장 주목을 받은 때는 유벤투스 감독으로서의 짧은 임기인데, 그는 1990년에 디노 초프의 후임으로 취임했다. 그는 토리노 연고 구단에서의 처음이자 마지막 시즌에 기복이 큰 갈지자 행보를 보였다. 인상적인 전반기를 보낸 후, 유벤투스는 하락세에 접어들었고, 그동안 6경기를 내리 패했다. 마이프레디의 유벤투스는 세리에 A에서 7위를 차지해 유럽대항전 진출이 좌절되었고, 수페르코파 이탈리아나도 나폴리에게 1-5로 대패하면서 빈손으로 마무리한 시즌 후 해임되었다. 그러나, 그의 선수단은 유러피언 컵위너스컵 준결승전까지 올랐고, 코파 이탈리아는 8강전까지 올라갔다. 유벤투스에서의 실망스러운 시즌으로 경력에 오점이 남은 마이프레디는 이후 이탈리아의 여러 구단을 맡았는데, 볼로냐로 복귀한 후, 제노아, 베네치아, 그리고 브레시아 등의 사령탑을 맡았고, 튀니지의 에스페랑스 스포르티브와 스페인의 알바세테 감독직도 역임했다. 그러나, 그는 유벤투스 이후로 그리 큰 성공을 거두지는 못했다.
2005년, 마이프레디는 라치오와의 합의에 임박하기도 했지만, 구단의 지지자들은 마이프레디 감독의 취임을 고깝게 보지 않았고, 철회 시위까지 벌였고, 결국 클라우디오 로티토 구단 회장은 주세페 파파도풀로 감독의 취임으로 선회하게 되었다. 2009년 12월, 그는 브레시아의 기술 고문으로 취임했고, 이후 단장을 역임했다.
2013년 9월 24일, 레자나 감독을 2000년에 역임한 이후 13년이 지나고, 마이프레디는 시즌 잔여 기간 동안 마르코 잠파올로가 사흘 만에 불응하여 파비오 미카렐리 공동 수석 코치와 벤치를 지키게 되었다. 이튿날, 브레시아는 마이프레디를 신임 감독으로 지명하면서 13년 가까운 세월이 지난 이래 처음으로 감독직에 복귀했다. 그러나, 그는 감독 대행 신분으로만 지도했다. 그리고, 그의 감독 임기는 단 1경기밖에 없었는데, 이 경기에서 라티나에 0-2로 패했고, 이후 크리스티아노 베르고디 감독이 취임했다.

## 감독 방식
마이프레디의 축구 전술은 지역 방어를 기반으로 수비진을 구축하여 대체적으로 빠르고, 매력적이며, 역동적인 경기를 펼쳤는데, 이는 언론에서 샹파뉴 축구(calcio champagne)로 수식되었다. 이는 공격적이고 흥미를 유발하는 경기 방식에서 비롯되는데, 이는 한때 그가 뵈브 클리코 포사르댕 샹파뉴 양조업에 종사한 데에서 비롯되기도 했다. 그의 감독 방식은 이탈리아 언론에서 아리고 사키와 유사한 전술을 활용한 것으로 알려졌다. 오르체아나와 볼로냐 감독을 역임하던 시절, 마이프레디는 4-3-3 전형을 활용했다. 단, 유벤투스 시절에는 4-2-2-2 전형을 활용했다. 그는 선수단에 스위퍼-키퍼를 주로 기용했다.

## 축구 외
시모나 벤투라가 당시 주도하던 2003년 이탈리아의 예능 방송 프로그램 무엇이... 축구인가(Quelli che... il Calcio)에서 마이프레디는 전 축구 선수들의 감독을 역임했다고 농담조로 답했는데, "마이프레디 팀"으로 알려진 이들은 시청자에게 오늘의 골을 선보였다. 그는 이후 메디아셋 프리미엄(Mediaset Premium)의 평론가로 활동했다.